# Алан Гансен
Алан Гансен (англ. Alan Hansen, нар. 13 червня 1955, Аллоа) — шотландський футболіст, захисник, фланговий півзахисник.
Насамперед відомий виступами за клуб «Ліверпуль», а також національну збірну Шотландії.
Восимиразовий чемпіон Англії. Дворазовий володар Кубка Англії. Чотириразовий володар Кубка англійської ліги. Семиразовий володар Суперкубка Англії з футболу. Триразовий переможець Ліги чемпіонів УЄФА. Володар Суперкубка УЄФА.

## Клубна кар'єра
Вихованець футбольної школи клубу «Партік Тісл». Дорослу футбольну кар'єру розпочав 1973 року в основній команді того ж клубу, в якій провів чотири сезони, взявши участь у 108 матчах чемпіонату. 
У 1977 році перейшов до клубу «Ліверпуль», за який відіграв 13 сезонів. Більшість часу, проведеного у складі «Ліверпуля», був основним гравцем команди. За цей час вісім разів виборював титул чемпіона Англії, ставав володарем Кубка Англії (двічі), володарем Суперкубка Англії з футболу (шість разів), переможцем Ліги чемпіонів УЄФА (тричі). Завершив професійну кар'єру футболіста виступами за команду «Ліверпуль» у 1990 році.

## Виступи за збірну
У 1979 році дебютував в офіційних матчах у складі національної збірної Шотландії. Протягом кар'єри у національній команді, яка тривала 9 років, провів у формі головної команди країни 26 матчів.
У складі збірної був учасником чемпіонату світу 1982 року в Іспанії.

## Титули і досягнення
- Чемпіон Англії (8):

«Ліверпуль»: 1978-79, 1979-80, 1981–82, 1982–83, 1983–84, 1985–86, 1987–88, 1989–90
- Володар Кубка Англії (2):

«Ліверпуль»: 1985–86, 1988–89
- Володар Кубка англійської ліги (4):

«Ліверпуль»: 1980-81, 1981–82, 1982–83, 1983–84
- Володар Суперкубка Англії з футболу (7):

«Ліверпуль»: 1977, 1979, 1980, 1982, 1986, 1988, 1989
- Переможець Ліги чемпіонів УЄФА (3):

«Ліверпуль»: 1977–78, 1980–81, 1983–84
- Володар Суперкубка Європи (1):

«Ліверпуль»: 1977